# Lisznia Nowa
Lisznia Nowa (ukr. Нова Лішня) – wieś na Ukrainie w rejonie włodzimierskim obwodu wołyńskiego.

## Historia
Pod koniec XIX w. wieś w gminie Grzybowica (Hrybowica), w powiecie włodzimierskim.
Do 2020 w rejonie iwanickim.